# Rubén Argüero
Rubén Argüero Sánchez (Ciudad de México, 29 de marzo de 1935) es un cirujano cardiotorácico mexicano, reconocido por haber realizado el primer trasplante de corazón en México y porque es pionero, a escala mundial, del implante de células madres en ese órgano.

## Carrera
Rubén Argüero realizó estudios de especialización en cirugía cardiotorácica y la maestría en ciencias médicas en la Universidad Nacional Autónoma de México (UNAM). Continuó sus posgrados en las universidades de Alabama y Stanford, en los Estados Unidos.[cita requerida]
Fue fundador del Consejo Nacional de Cirugía del Tórax, en el que fungió como secretario hasta 1994. Entre ese año y el 2000, fungió como  presidente.[cita requerida]
Recibió luego el nombramiento como director de la Unidad Médica de Alta Especialidad, Hospital de Cardiología, Centro Médico Nacional Siglo XXI del Instituto Mexicano del Seguro Social, además de cumplir con varias actividades docentes: profesor titular del curso de cirugía cardiotorácica de la UNAM y tutor de los cursos de maestría y doctorado en investigación científica.[cita requerida]
Ha sido autor y coautor de más de 201 artículos publicados en diferentes revistas y libros nacionales e internacionales, además de 12 capítulos de libros y dos libros: Trasplante de corazón, pulmón y corazón-pulmón y Hemodilución.[cita requerida]
A nivel nacional e internacional, el doctor Argüero pertenece a diferentes y prestigiadas instituciones tales como la Academia Nacional de Medicina, la European Academy of Sciences and Arts, The Society of Thoracic Surgeons, la Legión de Honor Nacional de México y The Internacional Institute for Microcirculation, entre varias más.[cita requerida]

## Primer trasplante de corazón en México
El 21 de julio de 1988 realizó con éxito el primer trasplante de corazón en México en las instalaciones del Centro Médico Nacional “La Raza”, motivo por el cual se desempeñó como Coordinador Nacional de Trasplantes del IMSS en el periodo 1995-2002.

## Reconocimientos
- Imposición de la Gran Orden de la Reforma 2005, que otorga la Academia Nacional
- Mérito Médico 2005
- Instauración de la Presea al Mérito Médico Hospitalario “Rubén Argüero Sánchez” por el Centro Médico de Toluca
- Condecoración “Eduardo Liceaga” de Ciencias Médicas y Administración Sanitario Asistencial que recibió del Presidente de la República Mexicana, Felipe Calderón Hinojosa, en el 2007.